# Anommatoptera
Anommatoptera is een geslacht van rechtvleugeligen uit de familie sabelsprinkhanen (Tettigoniidae). De wetenschappelijke naam van dit geslacht is voor het eerst geldig gepubliceerd in 1923 door Vignon.

## Soorten
Het geslacht Anommatoptera omvat de volgende soorten:
- Anommatoptera hoegei Saussure & Pictet, 1898
- Anommatoptera ingens Vignon, 1923
- Anommatoptera maculatopennis Brunner von Wattenwyl, 1895
- Anommatoptera maculifolia Millot & Maindron, 1870
- Anommatoptera ochracea Saussure & Pictet, 1898